# 張炎 (宋朝)
张炎（1248年—1320年），字叔夏，号玉田，晚年号乐笑翁，祖籍陕西凤翔，生于临安，宋代词人。

## 生平
张炎是勋贵之后，前半生居于临安，生活优裕，而宋亡以后则家道中落，晚年漂泊落拓。著有《山中白云词》、《詞源》，存词302首。

## 家族
六世祖张俊，将领。父张枢，词人。

## 成就
张炎创作了中国最早的词论专著《词源》，总结整理了宋末雅词一派的主要艺术思想与成就，其中以“清空”、“骚雅”为主要主张。

## 代表作
- 《高阳台·接叶巢莺》
- 《甘州·记玉关踏雪事清游》
- 《解连环·孤雁》

人皆称之为“张孤雁。”

## 评价
- 王国维《人间词话》：“玉田之词，余得取其词中一语以评之曰‘玉老田荒’。”